# Río Nepeña

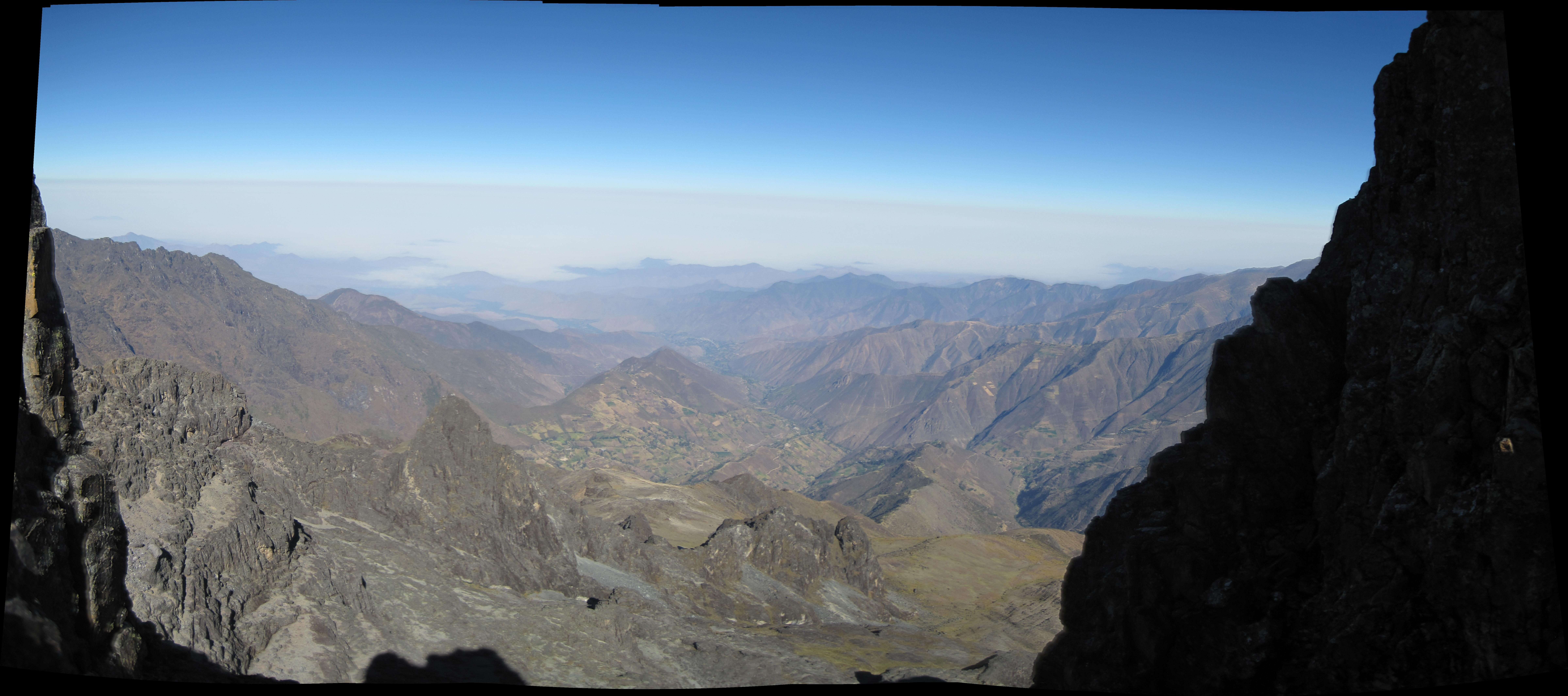
Blick vom Cerro Rocarre (5070 m) nach Westen über die Zuflüsse des Río Nepeña

Der Río Nepeña ist ein 89 km langer Zufluss des Pazifischen Ozeans im zentralen Westen Perus in der Provinz Santa der Region Ancash. Im Oberlauf heißt der Fluss abschnittsweise auch Río Capado, Río Ticlla, Río Colcap und Río Jimbe, im Unterlauf Río Samanco.

## Flusslauf
Der Río Nepeña bildet den Abfluss des etwa 4460 m hoch gelegenen Sees Laguna Capado in der Cordillera Negra, einem Gebirgszug der peruanischen Westkordillere, im äußersten Nordosten des Distrikts Caceres del Perú. Das Quellgebiet liegt an der Südostflanke des 5187 m hohen Coñocranra, höchste Erhebung der Cordillera Negra. Der Río Nepeña fließt in überwiegend südwestlicher Richtung durch das Bergland. Er passiert das Distriktverwaltungszentrum Jimbe. Bei Flusskilometer 47 und 38 nimmt der Río Nepeña die linken Nebenflüsse Río Larea und Río Loco auf. Der Fluss erreicht wenig später die wüstenhafte Küstenebene. Bei Flusskilometer 32 passiert der Río Nepeña die am rechten Flussufer gelegene Stadt San Jacinto. Kurz vor der Küstenstadt Samanco wird der Fluss nach Süden umgeleitet und erreicht schließlich die Küste. Am Flusslauf liegen die Distrikte Caceres del Perú, Moro, Nepeña und Samanco. Entlang dem Flusslauf wird bewässerte Landwirtschaft betrieben. Mehrere Bewässerungskanäle zweigen im Unterlauf ab. An der Mündung hat der Fluss gewöhnlich so wenig Wasser, dass er nicht das Meer erreicht.

## Einzugsgebiet und Hydrologie
Der Río Nepeña entwässert ein Areal von 1888 km². Das Einzugsgebiet grenzt im Norden an das des Río Lacramarca (auch Quebrada Lacramarca), im Osten an das des Río Santa sowie im Süden an das des Río Casma. Das Flusssystem wird von den Niederschlägen in den Bergen gespeist. Der mittlerer Abfluss liegt bei 3,25 m³/s. Der Abfluss schwankt üblicherweise über das Jahr hinweg zwischen 0,19 m³/s und 13,16 m³/s. In der wüstenhaften ariden Küstenebene wird ein Großteil des Wassers zu Bewässerungszwecken abgeleitet. Die Flüsse der Region führen in den Monaten Juli bis September sehr wenig Wasser. Tritt das Wetterphänomen El Niño auf, kommt es gewöhnlich zu langanhaltendem Starkregen in den Bergen, der extreme Hochwasserereignisse zur Folge hat.